# Clachnaben
Clachnaben är ett berg i Storbritannien.   Det ligger i kommunen Aberdeenshire och riksdelen Skottland, i den norra delen av landet, 600 km norr om huvudstaden London. Toppen på Clachnaben är 589 meter över havet.
Terrängen runt Clachnaben är huvudsakligen lite kuperad. Runt Clachnaben är det glesbefolkat, med 15 invånare per kvadratkilometer. Närmaste större samhälle är Banchory, 13,7 km nordost om Clachnaben. I omgivningarna runt Clachnaben växer i huvudsak blandskog.